# Sugodai
A sugodai (japánul 守護代) hivatalnok volt a feudális Japánban. A sugodaiok képviselték a sugokat (tartományi kormányzókat), amikor az nem tudta gyakorolni hatalmát, gyakran távolléte miatt. A sugokkal ellentétben, akiket központilag neveztek ki, a sugodaikat helyileg bízták meg.
A Szengoku-korszak kezdetén a sugok erős kézzel irányítottak, legyengítve ezzel a sugodaiokat. Azonban arra is volt példa, hogy egy sugodai magához ragadta ura elől a hűbérbirtok irányítását (például háborúban).